# Jonas Abelle
 Jonas Abelle  (Saint-Tropez, ? de ?  — ?, ? de ?) foi um cirurgião militar e escritor francês.
Publicou Memórias sobre as injecções iodadas (1849), Tratado das Tidrpisias e dos quistos (1852), Estudos clínicos sobre a paraplégia independente da mielite (1854), Tratado das doenças de urinas albuminosas e açucaradas (1862); Tratamento das doenças crónicas do útero (1875).